# ALH 84001

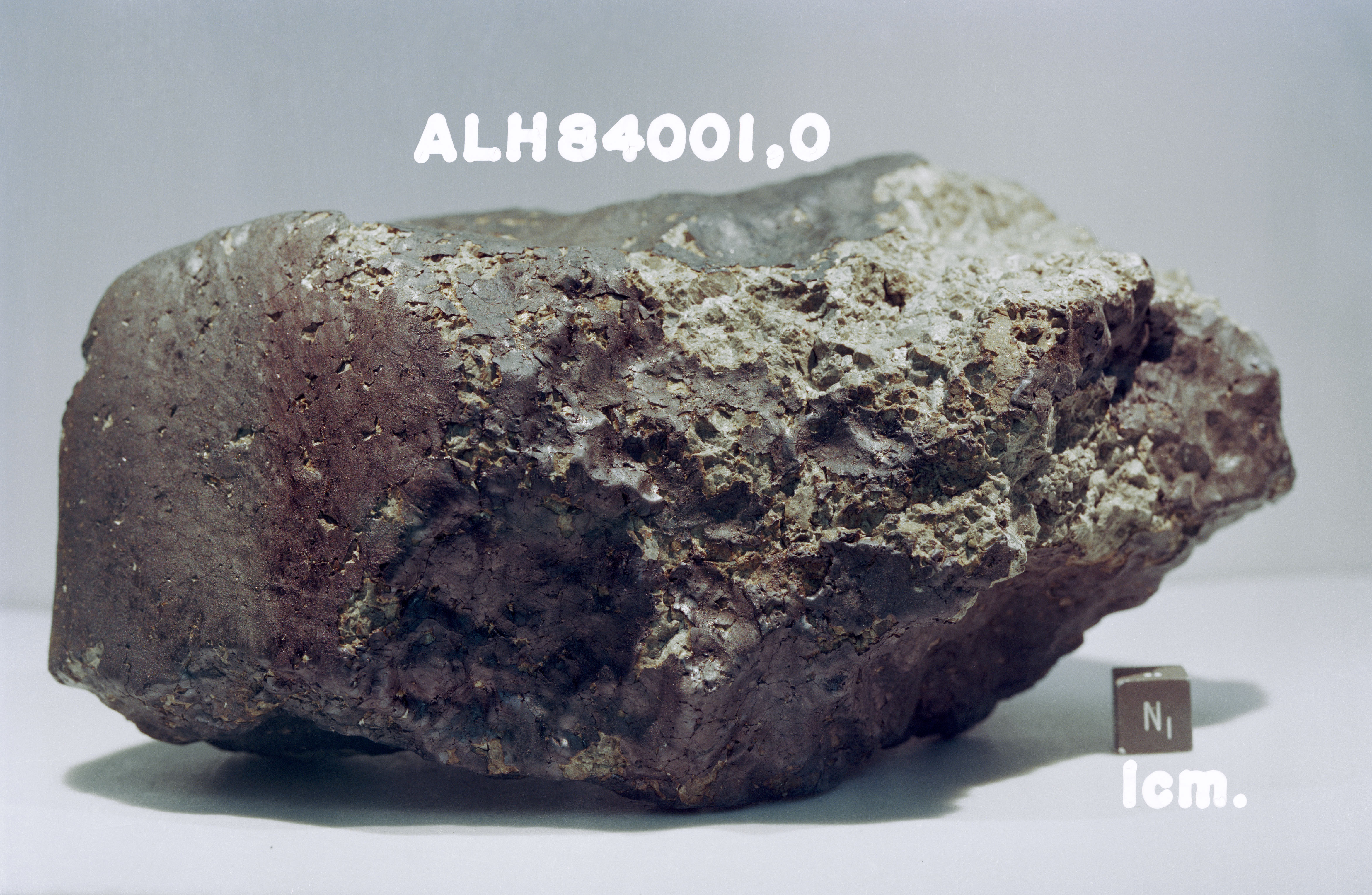
ALH 84001 meteorit darabja

Az ALH 84001 (Allan Hills, 1984 #001) egy, az antarktiszi Allan Hillsben 1984 decemberében az ANSMET amerikai meteoritgyűjtő csoport által talált meteorit. Felfedezésekor 1,93 kilogrammot nyomott.
A NASA szerint a Marson képződött olvadt lávából körülbelül 4 milliárd évvel ezelőtt. Körülbelül 3,6 milliárd évvel ezelőtt több becsapódás szétszabdalta, majd egy újabb meteorit lökte ki a Mars felszínéről körülbelül 15 millió éve, durván 13 000 éve csapódott a Földbe. Ezeket a dátumokat radiometrikus kormeghatározással: szamárium-neodímium; rubídium-stroncium; kálium-argon és C-14 (radiokarbon) datálással kapták.

## Az ALH 84001 kutatástörténete
A nevezetes meteorit fő alkotó ásványa rombos piroxén. Ennek alapján 1994-ig diogenitnek (egy bazaltos akondritnak) katalogizálták. 1994-ben David Mitthlefehldt vizsgálta meg részletesen a meteorit összetételét. Azt találta, hogy a benne előforduló ásványok oxidáltabbak, mint a bazaltos akondritok ásványai. A kémiai jegyek alapján marsi eredetűnek sorolták át. Ezek után vizsgálta egy NASA-kutatócsoport a benne előforduló CaCO3 ásványt és annak mikrozárványait. Vizsgálták a magnetitkristályokat, a biofilmeket, a bennük megtalálható polimerizált aromás szénhidrogéneket (PAH), ezek alapján történt a nevezetes bejelentés a marsi életnyomokról.
E felfedezés megsokszorozta a Mars feltérképezése iránt érdeklődők számát. A lehetséges fosszíliák bejelentésekor még az akkori amerikai elnök, Bill Clinton is televíziós beszédet tartott az esemény magyarázatára. Azóta más marsi meteoritokban is találtak hasonló nyomokat (többek között a Nakhla meteoritban), ezek közül a legfiatalabb mindössze 170 millió éves. A felfedezést és a belőle levont következtetéseket folyamatosan támadták, többek között a magnetitkristályok kialakulását a karbonátokból hő hatására tartották valószínűnek. A 2009 novemberében publikált újabb vizsgálatok szerint azonban egymástól függetlenül keletkeztek, és az üledékképződés során váltak csak ki együtt.

## Nanobakteriális élet nyomai?

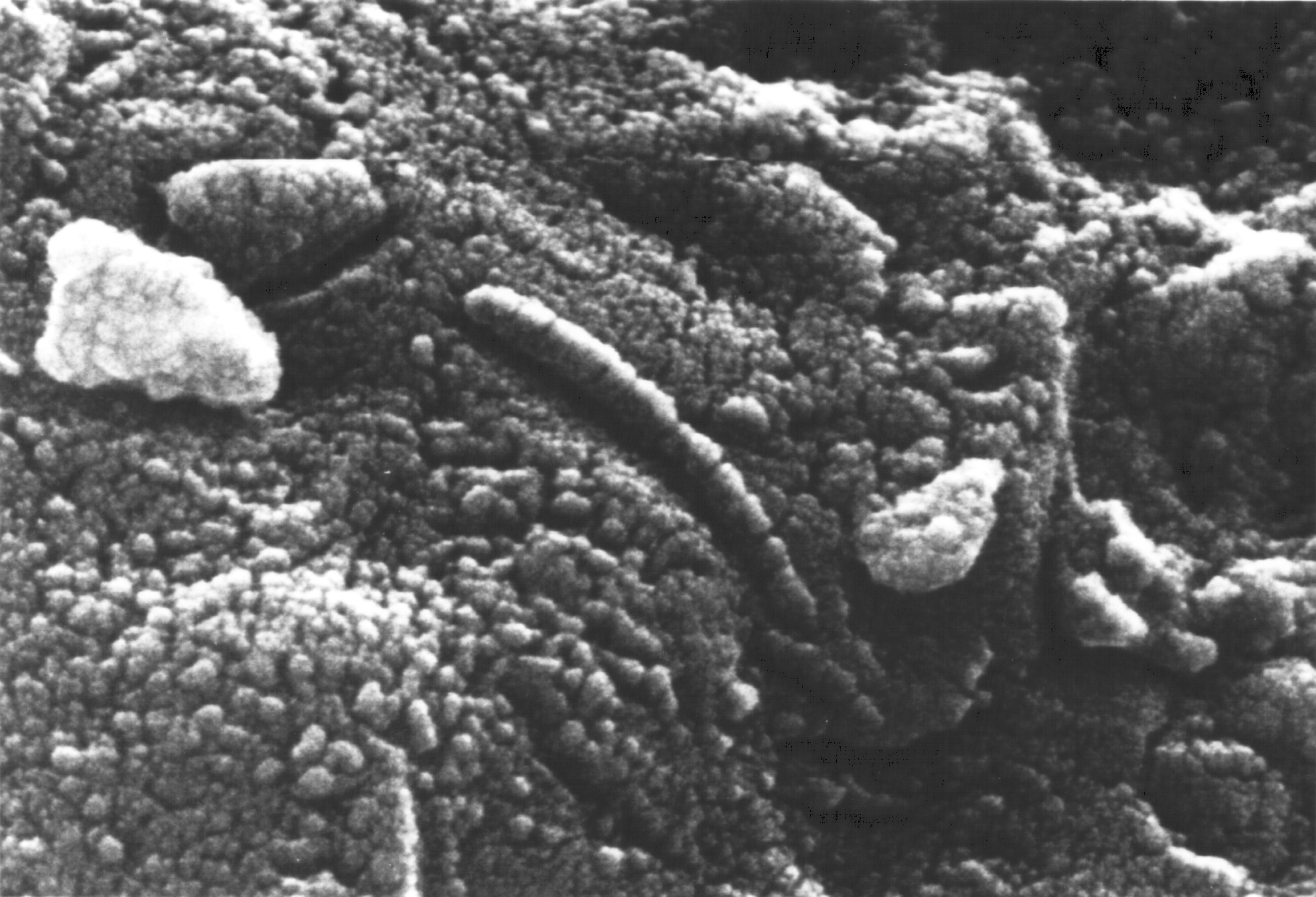
Az ALH 84001 elektronmikroszkópos felvételén láncszerű struktúrák láthatók

Az ábrán látható pásztázó elektronmikroszkópos képen baktérium-maradványokat lehet felfedezni. Ezek mérete 20–100 nanométer (lényegesen kisebb, mint a baktériumok mérettartománya), és hasonlítanak a feltételezett nanobaktériumokra, de kisebbek mint bármely földi életforma. Mivel a jelenlegi mikrobiológia nem tekinti élőlénynek a nanobaktériumokat, így ezek a maradványok a használatos definíció szerint nem lehetnek földön kívüli élet nyomai.
2001-ben Friedmann Imre magyar származású kutató és munkatársai a magnetitkristályokból álló füzéreket tanulmányozták. Az 50 nanométeres nagyságú, szabályos alakú magnetit egykristályokból különböző hosszúságú láncokat találtak és ezek statisztikája utalt arra, hogy ezek esetleg magnetotaktikus baktériumok maradványai lehetnek. A nanobaktériumokról zajló vita tehát eldöntheti, hogy létezett-e földön kívüli élet a Naprendszerben. Ezen létformát mérete miatt nehéz azonosítani. Mivel nem ismerjük életfolyamataik működését, nehéz következtetni egy űrszondának arra, hogy egy idegen bolygóról vagy holdról vett mintában fellelhetőek-e ezen szerveződések.

## Eredet
2005 szeptemberében Vicky Hamilton (University of Hawaii, Manoa) a Mars Global Surveyor és a Mars Odyssey által szolgáltatott adatok alapján valószínűsítette a meteorit származási helyét az Eos Chasma területén a Valles Marineris-ben. Ez azonban nem tekinthető bizonyítéknak, mivel a felszínt nem sikerült maradéktalanul feltérképezni az azt borító porfelhők miatt.

## Lásd még
- Asztrobiológia